# Son of Zorn
Son of Zorn è una sitcom statunitense in onda dall'11 settembre 2016 sul network Fox. Il cast della serie include Cheryl Hines, Johnny Pemberton, Tim Meadows, Artemis Pebdani e Jason Sudeikis per la voce di Zorn. Son of Zorn 
è una produzione congiunta della Agnew Jorné Productions, Lord Miller Productions, and 20th Century Fox Television.

## Trama
La serie si sviluppa in un mondo alternativo dove i personaggi animati con tecnica tradizionale coesistono con personaggi umani del mondo reale. Zorn è un guerriero barbaro dall'isola fittizia di Zephyria che si trasferisce ad Orange County in California, per riallacciae i rapporti con la sua ex-moglie e con il figlio adolescente Alangulon.
Nello lo show, Zorn ed altri oggetti nativi di Zephyria sono animati, con lo stile di He-Man e i dominatori dell'universo, mentre il resto del mondo è in live action. Le immagini di apertura e chiusura delle puntate sono renderizzate nello stile dei catoni animati fantasy anni 80 come lo stesso He-Man e Thundercats.

## Episodi
| Stagione       | Episodi | Prima TV USA | Prima TV Italia |
| -------------- | ------- | ------------ | --------------- |
| Prima stagione | 13      | 2016-2017    | 2017            |

## Produzione
Lo spettacolo è stato creato da Reed Agnew e Eli Jorné che scrisse l'episodio pilot mentre Eric Appel lo diresse. 
Inizialmente Agnew e Jorne dovevano essere co-showrunner, tuttavia, dopo che Fox ha ordinato la messa in onda della serie, Agnew si è ritirato ed è stato invece nominato co-produttore esecutivo. A questo punto, è stata coinvolta Sally McKenna. per sostituire Agnew; McKenna sarebbe poi diventato l'unico showrunner, nell'aprile 2016, dopo che anche Jorne aveva lasciato il progetto.
Il casting di Artemis Pebdani e Tim Meadows è stato annunciato nel luglio 2015, con Jason Sudeikis, Cheryl Hines e il coinvolgimento di Johnny Pemberton annunciato il novembre successivo.

### Cancellazione
A maggio 2017 Fox cancella la serie dopo una sola stagione prodotta.

## Personaggi ed interpreti

### Personaggi principali
- Zorn, voce originale di Jason Sudeikis, italiana di Massimo De Ambrosis. Un guerriero barbaro dell'isola fantastica Zephyria del Pacifico meridionale di cui è il difensore dal 1971. È il padre di Alan ed ex marito di Edie. In qualità di difensore di Zephyria, Zorn e i suoi alleati lo hanno difeso dalle minacce che hanno incluso ma non sono limitate a Glombeast, Mostri di lava, Vampiri e Media liberali. A Orange County, trova lavoro come venditore di telefoni presso Sanitation Solutions. Zorn è anche una parodia di He-Man.[9]
  - Dan Lippert nella versione di Zorn in live action, la cui performance è sostituita dall'animazione.[10]
- Edie Bennett, interpretata da Cheryl Hines, doppiata da Alessandra Korompay. Ex moglie di Zorn e madre di Alan.
- Alangulon aka "Alan" Bennett, interpretato da Johnny Pemberton, doppiato da Alessio Puccio. È il figlio vegetariano mezzo zefiriano di Zorn ed Edie.
- Craig Ross, interpretato da Tim Meadows, doppiato da Roberto Draghetti. Il fidanzato di Edie, professore universitario e psicologo online.
- Linda Orvend, interpretata da Artemis Pebdani, doppiata da Paola Majano. Il capo di Zorn alla Sanitation Solutions di Orange County. Linda viene successivamente retrocessa da Blake Erickson, anche se ritorna alla sua posizione originale nel finale della serie dopo le dimissioni di Todd.

### Personaggi ricorrenti
- Todd, interpretato da Mark Proksch
- Scott, interpretato da Tony Revolori, doppiato da Marco Barbato.
- Layla, interpretata da Clara Mamet
- Headbutt Man, voce originale di Rob Riggle, italiana di Gianluca Machelli.
- Dr. Klorpnis, voce originale di Nick Offerman

### Personaggi secondari
- Nancy, interpretata da Ellen Wong, doppiata da Francesca Rinaldi.
- Chris, interpretato da Ben Greene, doppiato da Guido Gelardi.
- Sir Pent, interpretato da Gary Anthony Williams, doppiato da Guido Gelardi.
- Vulchazor, voce originale di Fred Armisen, doppiato da Ivan Andreani.

## Distribuzione
La serie ha debuttato negli Stati Uniti l'11 settembre 2016, con l'episodio pilota che è stato visto da 6.13 milioni di telespettatori.
In Italia, la serie viene trasmessa sul canale satellitare Fox Animation dal 9 marzo 2017.

## Accoglienza
Su Rotten Tomatoes, la serie ha un indice di gradimento del 58% basato su 38 critiche e un punteggio di 6,3/10. Il consenso della critica recita: "Son of Zorn guadagna punti per l'originalità, un cast di talento e risate intermittenti, ma non sono abbastanza per sostenere un espediente che è ancora alla ricerca di una premessa praticabile per una serie in corso." Su Metacritic, lo spettacolo ha un punteggio di 57 su 100 sulla base di 19 recensioni critiche, indicando "recensioni contrastanti o medie".